# Luis Carniglia
Luis Antonio Carniglia (4 d'octubre de 1917 - 22 de juny de 2001) va ser un [[Davanter (futbol)|davanter i entrenador de futbol]] argentí. Va jugar al Boca Juniors a la dècada del 1930, però probablement és més conegut per haver entrenat el Reial Madrid a la dècada del 1950. Luis Carniglia va ser enterrat al cementiri de la Recoleta de Buenos Aires.

## Carrera com a jugador
Nascut a Olivos, Carniglia va començar la seva carrera al club de quarta divisió Club de Olivos, el 1932. Hi va romandre una temporada abans d'unir-se al Tigre, però això només va ser un trampolí per completar el seu somni de la infància de jugar al Boca Juniors, amb qui va fitxar el 1936. El seu debut, amb Boca, va ser en un amistós jugat a Paraná i va ser tot un espectacle. Carniglia havia marcat un gol en 3 minuts i es va fracturar el braç esquerre al cinquè minut. Boca va acabar guanyant el partit per 3-0. Va formar part de l'equip de Boca que va guanyar la Primera Divisió Argentina de 1940 i la Copa Dr. Carlos Ibarguren .
El 1941 va ser un gir per a pitjor en la seva carrera professional, en un partit contra el San Lorenzo, Carniglia es va trencar la cama. La recuperació va durar tres anys, que va passar a Chacarita Juniors i Atlas, tot i que mai va tornar a ser el mateix jugador. Va prolongar la seva carrera jugant a la Ligue 1 i la Ligue 2 franceses amb el Toulon i el Nice, i va arribar a ser entrenador amb el Nice. Això no vol dir que els seus últims anys com a jugador fossin del tot infructuosos, va guanyar el títol de la Ligue 1 i una Copa de França el 1952, i la Copa de França de nou el 1954, tots amb el Nice.

## Carrera com a entrenador
Després del seu retorn a Niça el 1953, Carniglia va jugar dues temporades més abans de retirar-se com a jugador i prendre les regnes com a nou entrenador del Niça, substituint el britànic George Berry. Va tenir un èxit immediat guanyant el títol de la Ligue 1 amb el Nice el primer any. La temporada següent, 1956–57, el Nice va acabar 13è a la Ligue 1. Carniglia va marxar llavors per fer-se càrrec dels gegants espanyols , el Reial Madrid.  Nice el va substituir pel tècnic francès Jean Luciano.
Carniglia va ser l'entrenador del Reial Madrid des del juny de 1957 fins al juliol de 1959, amb una parada de dos mesos a partir del febrer de 1959 a causa d'un còlic renal. El Madrid, en aquell moment, tenia alguns dels millors talents futbolístics del món amb Alfredo di Stéfano (poseedor de la Pilota d'Or en aquell moment), Francisco Gento, Raymond Kopa i Héctor Rial. A aquests grans es van unir el 1957 José Santamaría i Ferenc Puskás el 1958. Carniglia no tenia una bona opinió de Puskás quan va arribar, ja que no havia jugat professionalment en més d'un any i tenia un sobrepès considerable. Carniglia el va posar en forma amb Puskás perdent 15 partits kg abans del seu primer partit de Lliga contra l'Oviedo. Carniglia va deixar Puskás fora de la final de la Copa d'Europa de 1959, cosa que va provocar que fos destituït pel Santiago Bernabéu, el president del Reial Madrid. L'època de Carniglia amb el Reial Madrid va ser la més fructífera de la seva carrera com a entrenador, guanyant la Copa d'Europa dues vegades, el 1958 amb una victòria per 3-2 sobre l'AC Milan i el 1959 amb una victòria per 2-0 sobre el Reims. També va guanyar el títol de la Lliga el 1958.
Carniglia va passar breus temporades a la Fiorentina i al Bari abans d'incorporar-se a la Roma el 1961. Amb la Roma, va guanyar la Copa de Fires de 1961. Després de la seva marxa de la Roma a mitja temporada el 1963, aparentment a causa de discussions amb els directius del club, va fitxar per l'AC Milan, l'equip que havia derrotat a la final de la Copa d'Europa de 1958. El Milan era el vigent campió de la Copa d'Europa i va competir a la Copa Intercontinental. Van jugar contra l'equip brasiler Santos, que va comptar amb Pelé en el punt àlgid de la seva destresa a la final de 1963. El Milan va guanyar el primer partit per 4-2 a Milà, i Pelé va marcar els dos gols del Santos. Abans que comencessin a circular rumors al partit de tornada que l'àrbitre argentí havia estat subornat, el Milan va intentar fer canviar l'àrbitre, però li van prohibir fer-ho. Santos va guanyar el segon partit per 4-2, sense Pelé, que estava lesionat. Amb la final d'anada i tornada en un punt mort, un tercer partit decisiu de play-off va tenir lloc a Santos només 48 hores després de la segona volta. El mateix oficial del partit es va utilitzar per al partit de playoff. Al tercer minut, del playoff, Giovanni Trapattoni va ser acusat d'haver fet falta a un jugador dins l'àrea i Santos va fer un penal, que va transformar degudament. Cesare Maldini va protestar i va ser expulsat. El Santos va guanyar el partit per 1-0.
Després de la seva retirada com a entrenador, Carniglia va passar una etapa com a director general del Boca Juniors amb Silvio Marzolini com a entrenador. Va ser el primer president de la FAA (Futbolistes Argentins Agremiados), el sindicat de futbolistes del seu país d'origen.

## Vida personal
El seu fill Luis César Carniglia també va ser futbolista. Va passar tota la seva carrera a Itàlia jugant alguns partits de la Serie A abans de baixar a lligues amateurs. Molts mitjans de comunicació i referències consideren erròniament que pare i fills són la mateixa persona.

## Palmarès

### Entrenador
Niça
- Lliga 1: 1955–56

Reial Madrid
- Lliga: 1957–58
- Copa d'Europa: 1957–58, 1958–59

Roma
- Copa de Fires: 1960–61